# Artemó de Cassandrea
Artemó de Cassandrea (en grec antic: Ἀρτέμων, llatí: Artemon) va ser un gramàtic de l'antiga Grècia que segurament va viure després del 316 aC.
L'esmenta Ateneu, que dona el nom de dues de les seves obres: Περὶ βιβλίων συναγωγῆς, que seria potser una relació de llibres o una llista de llibres on s'assignava a cada títol el seu autor; i Περὶ Βιβλίων χρήσεως. Segurament també és l'autor d'una obra titulada Περὶ Διονυσιακοῦ συστήματος, que també cita Ateneu. Hom li atribueix també una obra sobre pintura (περὶ ζωγράφων).
Raonablement, aquest Artemó és el mateix personatge que Artemó de Pèrgam (hauria nascut a Cassandrea i treballat a Pèrgam), historiador citat en els escolis a Píndar que hauria viscut al segle ii aC. També s'ha identificat amb un altre Artemó, citat per David l'Invencible i Pseudo-Demetri de Falèron, que va aplegar les lletres d'Aristòtil en vuit llibres.